# Peter Lumsden
Peter Lumsden (ur. 20 lutego 1929 w Marylebone, zm. 15 października 2017) – brytyjski kierowca wyścigowy.

## Kariera
W wyścigach samochodowych Lumsden poświęcił się głównie startom zaliczanym do klasyfikacji Mistrzostw Świata Samochodów Sportowych. W latach 1959, 1962–1964 pojawiał się w stawce 24-godzinnego wyścigu Le Mans. W pierwszym sezonie startów odniósł zwycięstwo w klasie GT 1.5. Trzy lata później stanął na drugim stopniu podium w klasie GT +3.0, a w klasyfikacji generalnej był piąty. W kolejnych startach nie dojeżdżał do mety.